# コレゾフ RD-36-35
コレゾフ RD-36-35（露:Колесов РД-36-35）はソビエト連邦の短距離離着陸機（STOL）と垂直離着陸機（VTOL）で使用されたターボジェットエンジン。Yak-38シリーズの一連のソビエト海軍の戦闘機で使用された。

## 概要
コレゾフ設計局で開発され、リビンスクエンジン製造工場(現在のサトゥールン科学製造合同)で生産された。元来はYak-36垂直離着陸機への搭載を目的として開発され、1966年からリビンスクエンジン製造工場で生産された。
小型軽量で推力重量比が優れていたので超音速旅客機であるTu-144に搭載されたコレゾフ RD-36-51等、様々な派生型が開発され、それらは1960年代にMiG-21、MiG-23、Su-15、Su-24等の大量生産された航空機だけでなく、航空機以外の用途にも使用された。

## 構造
このターボジェットは単軸式で軸流式圧縮機は6段式で燃焼器はアニュラ型1段のタービンを備えた。軸受けは前後の2箇所で前部の軸受けには制振機能が備わって回転体の振動を抑制した。
この浮上用エンジンは航空機の主エンジンからのブリードエアで始動した。

## 派生機種
RD-36-35
Yak-36実験機、23-31 (MiG-21PD / Ye-7PD）、23-01 (MiG-23PD)、T-58VDおよびT-6-1で使用されている基本形式
RD-36-35PR
VVA-14に使用された機種。
RD-36-35FV
Yak-38の海軍の戦闘機によって1969年に使用された性能向上型。
RD-36-35FVR
Yak-38M戦闘機に組み込まれたRD-36-35の最新版。

## 諸元
- 乾燥重量：176キロ
- 空気流量：40.5 kg / s
- 推力：23,49 kN
- タービン入口温度：967℃
- 単位推力毎の燃料消費量：37.65 mg / Ns